# 第17方面軍 (日本陸軍)
第17方面軍為大日本帝國陸軍中之一方面軍。
1945年（昭和20年）2月6日朝鮮軍廢止後創設，主要佈署在朝鮮方面進行守備任務。第17方面軍司令官・參謀長及參謀副長，由朝鮮軍管區司令官・參謀長及參謀副長同時兼任。
8月9日蘇聯對日參戰時，指揮系統編入天皇直隷之關東軍隷下，直至終戰。

## 第17方面軍概要
- 通稱號：築
- 編成時期：昭和20年1月22日
- 最終位置：朝鮮・京城
- 上級部隊：關東軍

### 歴代司令官
| 姓名     | 陸士 | 就任           |
| 上月良夫 | 21期 | 昭和20年4月7日 |

### 歴代参謀長
| 姓名       | 陸士 | 就任           |
| 井原潤太郎 | 28期 | 昭和20年4月7日 |

### 歷代參謀副長
| 姓名     | 陸士 | 就任           |
| 菅井斌麿 | 33期 | 昭和20年4月7日 |
| 久保滿雄 | 32期 | 昭和20年6月1日 |

### 隷下部隊
- 第58軍
  - 第96師團
  - 第111師團
  - 第121師團
  - 獨立混成第108旅團
  - 第12砲兵司令部
- 第120師團
- 第150師團
- 第160師團
- 第320師團
- 獨立混成第127旅團
- 釜山要塞司令部
- 麗水要塞司令部
- 第12野戰輸送司令部

## 關連項目
- 軍事單位
- 第14方面軍
- 第12方面軍

## 外部連結
- Wendel, Marcus. . Japanese 17th Area Army(第17方面軍 (日本陸軍)).   [2008-03-21]. （原始内容存档于2020-04-03）.
- 帝國陸軍～その制度と人事～
- 日本陸海軍事典